# Атанас Пацев
Атанас Пацев е участник в комунистическото съпротивително движение по време на Втората световна война, партизанин. Български живописец и илюстратор, заслужил художник от 1979 г.

## Биография
Атанас Пацев е роден на 27 май 1926 г. В гимназията е активен член на РМС (1940). Като съвсем млад участва във въоръженото комунистическо движение като партизанин в Радомирския партизански отряд.
След 9 септември 1944 г. е приет за член на БРП (к) (1946). По-късно пресъздава и преосмисля този период в многобройната серия картини „Партизански спомени“ (1954 – 81).
През 1949 г. завършва Художествената академия при проф. Илия Петров и Дечко Узунов. Считан е за един от най-самобитните и значими български художници от втората половина на 20 век. До края на живота си се счита за принадлежащ към Пловдивската художествена школа.

## Творчество
Пацев е известен с циклите си:
- 1954 – 1981 „Партизански спомени“
- 1963 „Париж“
- 1963 „Италия“
- 1968 „Бояна“
- 1968 „Безтегловност“
- 1972 „Човекът и вещите“
- 1977 „Тунели във времето и пространството“

Атанас Пацев е автор и на портрети на личности като Веселин Андреев, Добри Жотев, Кирил Петров, Радой Ралин, както и на статии за художници и теоретични студии върху изкуството.
Автор е на корици на приключенски и фантастични романи на издателствата „Народна младеж“ и „Народна култура“ („Тримата шишковци“ на Юрий Олеша, 1958; „Мъглявината Андромеда“ на Иван Ефремов, 1960; „Последното приключение“ на Тудор Попеску, 1961; „Съкровището на планетата Земя“ на Зора Загорска, 1967).
Съавтор е на писателя Иван Кръстев на протокомикса (жанровото подзаглавие на книгата е „роман в картини“) „Синът на картечаря“ (1971, рисунки с молив). Автор е на илюстрациите към специално, богато илюстрирано издание на поемата на Иван Вазов „Кочо. Защитата на Перущица“.
Разработва концепцията за пластическата безтегловност и релативното пространство. Върху тези мисловно-пластически идеи работи до края на живота си.
Отказва пенсия за активен борец. Умира в крайно тежко материално положение.
През 1980 г. публикува в сп. „Съвременник“ (кн.4) „Мисли и фрагменти“.

## Изложби
- 1958 – самостоятелна изложба в Чешки културен център, след пътуване из Чехословакия[6]
- 1959 – 61 – изложби в мини Бориева и Конски дол, Мадан и Смолян
- 1965 – самостоятелна изложба в галерия Раковски 125, София, след пътуване до Париж, Рим, Неапол, Генуа, Флоренция и Венеция
- 1968 – самостоятелна изложба в галерия Руски 6, София, придружена с текст, озаглавен „За безтегловността“, посрещната унищожително от критиката; през 1969 същата изложба е показана в Пловдив[7]
- 1971 – самостоятелни изложби в Пловдив и Габрово
- 1974 – самостоятелна изложба, галерия Шипка 6
- 1984 – самостоятелна изложба, галерия Шипка 6, София

Посмъртни
- 2005 – изложба „Пространства“, галерия „Кръг+“, София, заедно с Кирил Петров
- 2006 – самостоятелна изложба, галерия Шипка 6, София
- 2007 – изложба в галерия „Дяков“, Пловдив